# Isoluoto, Sagu
Isoluoto är en ö i Finland. Den ligger i Skärgårdshavet och i kommunen Sagu i den ekonomiska regionen  Åbo ekonomiska region i landskapet Egentliga Finland, i den sydvästra delen av landet. Ön ligger omkring 37 kilometer sydöst om Åbo och omkring 120 kilometer väster om Helsingfors.
Öns area är 47,6 hektar och dess största längd är 1 kilometer i nord-sydlig riktning. Ön höjer sig omkring 50 meter över havsytan.